# Harenkarspel
Harenkarspel és un poble i antic municipi de la província d'Holanda del Nord, al centre-oest dels Països Baixos, fins que s'integrà l'any al municipi de Schagen juntament amb Schagen i Zijpe. L'1 de gener de 2009 tenia 15.997 habitants repartits per una superfície de 54,83 km² (dels quals 0,85 km² corresponen a aigua).

## Centres de població
Dirkshorn, Eenigenburg, Groenveld, Kalverdijk, Kerkbuurt, Krabbendam, 't Rijpje, Schoorldam (part), Sint Maarten, Stroet, Tuitjenhorn, Valkkoog, Waarland, Warmenhuizen.

## Ajuntament
El consistori està format per 17 regidors:
- CDA 6 regidors
- PvdA 4 regidors
- Algemeen Belang 4 regidors
- VVD 3 regidors

## Personatges il·lustres
- Gerard Kuiper, astrònom